# Nichrom
Nichrom (vzorec NiCr) je slitina 80 % niklu a 20 % chromu (hmotnostních) šedostříbrné barvy. Vyznačuje se odolností vůči korozi a vysokým bodem tání 1400 °C. Obecně jde o skupinu slitin niklu, chrómu, případně i železa. Nichrom má hustotu 8,31 g/cm³, tepelnou vodivost 15 W / (m K) a elektrický odpor 1,12 Ω mm² / m.

## Použití
- odporový drát pro topná tělesa průmyslových zařízení, domácích spotřebičů, topné cívky pro e-cigarety.
- řezání pěny horkým drátem.